# Éoarchéen
Stratigraphie
Paléoarchéen
Sur l'échelle des temps géologiques, l'Éoarchéen est une ère qui s'étend entre -4 000 et -3 600 Ma. Il s'agit de la première partie de l'Archéen, le deuxième éon des temps géologiques. Les paléontologues pensent que les procaryotes sont apparus durant l'Éoarchéen.
La borne inférieure de cette ère correspond à l'apparition de la vie. Cette limite est fluctuante, aussi la Commission internationale de stratigraphie ne l'a-t-elle pas encore reconnue officiellement. Il en va d'ailleurs de même pour l'éon précédent (Hadéen).

## Étymologie
Le terme Éoarchéen est composé des mots eos (« l'aube ») et archios (« ancien ») issus du grec ancien. L'Éoarchéen correspond littéralement à « l'aube des anciens temps ».